# 천재 유교수의 생활
《천재 유교수의 생활》(天才柳沢教授の生活, 천재 야나기사와 교수의 생활)은 일본의 만화가 야마시타 가즈미의 만화, 또는 이를 원작으로 한 텔레비전 드라마이다

## 줄거리
세상의 모든 규칙을 준수하면서 자신의 실험을 계속해 나가는 Y 대학 경제학부의 유택(柳沢, 야나기사와) 교수의 일상과 유교수의 가족이나 친구 및 지인들의 일상을 다룬다.
매일 5시 반에 기상하고 9시 취침하는 규칙적 생활을 한다.
정해진 루트로 대학으로 출근을 하고 우측통행을 반드시 지킨다.
운전은 하지 않지만 도로교통법을 달달 숙지한다.
여러가지에 대해서 탐구하면서 행복해 한다.
그 중에서도 인간의 여러 본성에 대해 끊임없이 궁금해하고 실험을 통해 탐구한다.
초기에는 유교수의 보통사람과는 다른 독특한 행동과 일상을 유머스럽게 다루었지만,
5권 이후에는 인간에 대한 탐구정신을 중심으로 휴먼 드라마를 풀어나간다.

## 연재
고단샤 잡지에서 연재되고 있다. 1988년부터 현재까지 부정기로 연재되고 있다.

## 목차
- 177화: 점(占)의 검증: 유교수는 믿지 않지만...행복하니까
- 178화: 어른이란 뭐예요?: 아버지 회상, 논리를 뛰어넘는 그 무언가를 이해하는 것이 어른이다
- 179화: 교수님의 죄와 벌: 환상의 학생의 깨달음
- 180화: WILD BOY: 도둑 고양이 탐구
- 181화: 교정을 바라보던 소년: 관찰력이 뛰어나던 초등학교 동창, 야다 코스케와 재회
- 182화: 귀여운 협박: 문자 탐구
- 183화: 머나먼 숙녀의 길: 솔직하면 되는데...
- 184화: 사랑과 자유에 대한 명제: 이루어지지 않아서 소중한 사람
- 185화: Felis catus: 타마 탐구
- 186화: 그 녀석에게 완패!: 완패도 때로는 승리보다 멋지다
- 187화: 냉혈: 이상하게 맞는 동물점
- 188화: 경쟁률 높은 앨범: 타마와 하나코..
- 189화: 첫 파티까지의 여정: 생일파티의 의미-미지로 가는 위대한 첫걸음
- 190화: 두 사람: 학문의 동반자
- 191화: 영원한 하룻밤: 유교수가 고양이가 된다면...
- 192화: 천재 유교수가 찾아가 본 펭귄의 생활 전편
- 192화: 천재 유교수가 찾아가 본 펭귄의 생활 후편
- 193화: 단 한번의 만남: 택시운전수의 가치
- 194화: 행복한 왕자 : 유교수 형제의 어린 시절 추억
- 195화: 사기 게임
- 196화: 마로 : 고양이, 마로를 찾는 유교수의 마음 탐구
- 197화: 달과 기관차 : 마모루와 하나코 탐구
- 198화: 롤링 파파 : 사기꾼인지 사명감인지 탐구정신인지 모르지만... 요다 탐구
- 199화: 또 하나의 탐구자 : 야기사와 씨: 유택과 똑같은 얼굴을 한 바람둥이 아저씨에 대한 탐구
- 200화: 아이가 되어라! : 손녀딸 하나코의 관심을 빼앗은 보산인 탐구

## 드라마
2002년에는 후지 TV에서 TV 드라마로도 방영되었다.

## 수상
2003년에는 제 27 회 고단샤 만화상에서 일반 부문에서 수상하였다.

## 비하인드 스토리
주인공 유택 교수의 모델은 오타루 상과대학 교수였던 작가의 아버지, 후루세 타이로쿠라고 한다.
무대가 되는 Y 대학의 모델은 작가가 다녔던 요코하마 국립 대학이라고한다.
후루세 타이로쿠 교수는 2007년 4월 11일 타계했고
그의 장서는 "후루세 타이로쿠 문고"라는 이름으로 오타루 상과대학에 기증되었다.